# 中野貞一郎
中野 貞一郎（なかの ていいちろう、1925年〈大正14年〉6月24日 - 2017年〈平成29年〉2月20日）は、日本の法学者。専門は民事手続法。学位は法学博士（大阪大学・1972年）。大阪大学名誉教授。位階は正四位。勲等は勲二等。日本学士院会員。弁護士。小野木常門下。

## 概要
大阪大学法学部教授、大阪大学法学部学部長、奈良産業大学法学部教授、奈良産業大学法学部学部長、京都産業大学大学院法務研究科教授などを歴任した日本の法学者・弁護士である。専門は民事訴訟法。1925年（大正14年）6月24日生まれ。大阪府出身。学位は、法学博士（大阪大学・論文博士・1972年）（（学位論文「強制執行の研究」）。1988年（昭和63年）西ドイツ・ザールラント大学名誉法学博士。1989年大阪大学名誉教授。1998年日本学士院会員。正四位勲二等旭日重光章。2017年（平成29年）2月20日死去。
中野俊一郎（国際私法学者）の父。

## 学歴
- 1949年（昭和24年）東京大学法学部法律学科卒業
- 1972年（昭和47年）学位論文「強制執行の研究」で大阪大学より法学博士の学位を取得。

## 職歴
- 1953年（昭和28年）大阪大学法学部助教授
- 1963年（昭和38年）同教授
- 1964年（昭和39年）西ドイツ・ザールラント大学客員教授
- 1969年（昭和44年）大阪大法学部長
- 1989年（平成元年）奈良産業大学法学部教授
- 1991年（平成3年）同大法学部長
- 2007年（平成19年）3月末まで京都産業大学法科大学院教授

## 著書
- 『訴訟関係と訴訟行為』弘文堂 1961
- 『強制執行・破産の研究』有斐閣 1971
- 『強制執行法 判例問題研究』有斐閣 1975
- 『過失の推認』弘文堂 1978
- 『民事執行法』青林書院新社 現代法律学全集 1983（上巻）-1987（下巻）（増補新訂6版は2010）※第二刷において、異例ながら銀行預金の差押えに関する最高裁判例など加筆されている(2011)
- 『民事手続の現在問題』判例タイムズ社 1989
- 『民事訴訟法の論点』1‐2　判例タイムズ社 1994-2001
- 『解説新民事訴訟法』有斐閣リブレ 1997
- 『民事裁判入門』有斐閣 2002
- 『民事執行・保全入門』有斐閣 2010
- 『民事裁判小論集』信山社 2013
- 『民事訴訟・執行法の世界』信山社出版 2016

### 共編著
- 『民事訴訟法講義 増補版』小野木常共著 有斐閣 1956
- 『強制執行法・破産法講義 増補版』小野木常共著 有斐閣 1957
- 『抵当権の実行 小野木常・斎藤秀夫先生還暦記念』小室直人共編 有斐閣 1970-1972
- 『ワークブック民事訴訟法 質問と解答』松浦馨共編 有斐閣選書 1974
- 『民事訴訟法講義 基礎的理論と判決手続』松浦馨,鈴木正裕共編 有斐閣 1976
- 『仮差押・仮処分の基礎』宮崎富哉共編 青林書院新社 基礎法律学大系 1977
- 『民事執行法概説』編 有斐閣双書 1981
- 『法学用語小辞典』河本一郎共編 有斐閣双書 小辞典シリーズ 1983
- 『現代民事訴訟法入門』編 法律文化社 現代法双書 1985
- 『科学裁判と鑑定』編 日本評論社 1988
- 『破産法』道下徹共編 日本評論社 別冊法学セミナー 基本法コンメンタール 1989
- 『民事執行・保全法概説』編 有斐閣双書 1991
- 『民事手続法学の革新 三ケ月章先生古稀祝賀』新堂幸司,鈴木正裕、竹下守夫、青山善充、伊藤眞、高橋宏志共編 有斐閣 1991
- 『民事法の諸問題 第5巻』宮川種一郎共編 判例タイムズ社 1995
- 『民事保全講座』全3巻 原井龍一郎,鈴木正裕共編 法律文化社 1996
- 『新民事訴訟法講義』松浦馨, 鈴木正裕共編 有斐閣大学双書 1998
- 『民事執行法』下村正明共著 青林書院 2016

### 翻訳
- フランツ・クライン『訴訟における時代思潮』ジウゼッペ・キヨヴェンダ『民事訴訟におけるローマ的要素とゲルマン的要素』信山社出版 1989
- アルトゥール・エンゲルマン『民事訴訟法概史』小野木常共編訳 信山社 2007

### 記念論文集
- 『判例民事訴訟法の理論 中野貞一郎先生古稀祝賀』新堂幸司 [ほか]編 有斐閣 1995

## 栄典
- 1996年（平成8年） - ドイツ功労十字勲章。
- 1999年（平成11年） - 勲二等旭日重光章[5]。
- 歿後 - 正四位（正八位より進階）[6]。